# Asilus chrysauges
Asilus chrysauges är en tvåvingeart som beskrevs av Osten Sacken 1887. Asilus chrysauges ingår i släktet Asilus och familjen rovflugor. Inga underarter finns listade i Catalogue of Life.